# Pomorski muzej »Sergej Mašera« Piran
Pomorski muzej »Sergej Mašera« Piran je muzej za zgodovino pomorstva na Slovenskem. Muzej je bil ustanovljen leta 1954 kot Mestni muzej Piran, v prostorih klasicistične palače Gabrielli-De Castro na Cankarjevem nabrežju. Muzej je sprva vključeval tudi piransko mestno knjižnico in mestni arhiv. Sedanji naziv po narodnem heroju Sergeju Mašera je dobil leta 1967.

## Muzejske zbirke
Muzej zbira in preučuje slovensko pomorsko preteklost in na pomorstvo vezane gospodarske panoge. 
Pomorska zbirka
V osrednji zgodovinski, etnološki in umetnostnozgodovinski zbirki pomorstva od srednjega veka do konca druge svetovne vojne so razstavljeni Gruberjevi ladijski modeli, ladijski modeli različnih tipov ladij od galej do velikih jadrnic, instrumenti z ladij, uniforme, likovna dela slikarjev marinistov, različna ladijska oprema, fotografije z ladij in drugo. Poleg trgovske mornarice se zbirke deloma nanašajo tudi na vojne mornarice tistih držav, katerih del je bilo slovensko etnično ozemlje.
Arheološka zbirka
arheološka zbirka obsega artefakte o pomorskih poteh od prazgodovine do srednjega veka ter zbirko naselbinskih ostankov s kopnega in iz morja. V okviru muzeja deluje  muzejska trgovina.
Etnološka solinarska zbirka
Etnološka solinarska zbirka prikazuje postopek pridobivanja soli s pomočjo starih fotografij, maket, orodja in predmetov iz vsakdanjega življenja solinarjev. 
Etnološka zbirka ribištva
Etnološko ribiško zbirko bogatijo številni ladijski modeli, orodja in pripomočki za zasebni in industrijski ribolov ter prikazi različnih načinov predelave rib.

## Muzejska knjižnica
Muzejska knjižnica hrani okoli 14000 enot iz stare mestne knjižnice Biblioteca civica in jo dopolnjuje z novo strokovno literaturo.

## Dislocirane enote
Muzej upravlja tri dislocirane enote: 
- Muzej solinarstva v Krajinskem parku Sečoveljske soline,
- etnološki spomenik Tonina hiša v Svetem Petru in
- Ulični muzej Izola.

## Tehniška pomorska dediščina
- Jadrnica Galeb

Na privezu pred vhodom v muzej je muzejsko plovilo jadrnica Galeb, ki sta ga muzeju podarila znana baletnika Pia in Pino Mlakar.